# Ансерик II де Монреаль
Ансерик II де Монреаль (Anseric II de Montréal) (умер или погиб под Акрой в 1191 году) — сеньор Монреаля, крестоносец.
Сын Ансерика I, сеньора Монреаля и Монмирайля, и его жены Аделаис де Плёрр.
Сенешаль Бургундии (1180).
Хроника Альберика де Труа-Фонтена называет его (Ansericus de Monteregali) в числе тех, кто в 1190 году отправился в крестовый поход. Бенедикт из Питерборо пишет, что он умер во время осады Акры.
Жена (август 1170) — Сибилла Бургундская (ум. после 1204), дочь Гуго Бургундского, сеньора дю Шатле-Шалон и де Мёрсо, и его первой жены Изабеллы де Шалон. Принесла в приданое сеньорию Мёрсо (Meursault).
Дети:
- Ансерик III, сеньор Монреаля,
- Жан (ум. 1224/26), сеньор де Тар,
- Милон (ок. 1175 — после 1208),
- Ги (ум. 1221), сеньор де Бовуар-сюр-Серен,
- Андре (ум. 1240), сеньор де Мармо,
- Гуго (ум. 1232), с 1219 г. епископ Лангра,
- Елизавета (ум. 1221), дама де Мёрсо.